# Сімоне Черасуоло
Сімоне Черасуоло (італ. Simone Cerasuolo, 1 січня 2003) — італійський плавець. Учасник Чемпіонату світу з водних видів спорту 2022, де на дистанції 50 метрів брасом посів 5-те місце.